# Ruder-Europameisterschaften 2007
Die Ruder-Europameisterschaften 2007 wurden vom 21. bis 23. September 2007 auf dem Maltasee in Posen, Polen in den 14 olympischen Bootsklassen ausgetragen. Veranstalter war das „European Rowing Management Board“ (ERMB) des Weltruderverbandes, welches von 44 teilnahmeberechtigten europäischen Ruderverbänden gewählt wird. Die Ruder-Europameisterschaften wurden 2007 erstmals wieder seit 1973 ausgetragen, nachdem die Ruder-Weltmeisterschaften zwischenzeitlich die Europameisterschaften ersetzt hatten. Heute existieren Europa- und Weltmeisterschaften nebeneinander.

## Ergebnisse

### Männer
| Bootsklasse                                  | Gold | Gold    | Silber | Silber  | Bronze | Bronze  |
| -------------------------------------------- | --- | ------- | --- | ------- | --- | ------- |
| Einer (M1x)                                  | Österreich Ralph Kreibich | 7:08,35 | Litauen Mindaugas Griškonis | 7:09,68 | Bulgarien Aleksandar Aleksandrov | 7:10,94 |
| Doppelzweier (M2x)                           | Griechenland Ioannis Tsamis Ioannis Christou | 6:28,78 | Kroatien Mario Vekić Hrvoje Jurina | 6:30,25 | Deutschland Eric Knittel Tim Bartels | 6:30,70 |
| Leichtgewichts-Doppelzweier (LM2x)           | Ungarn Zsolt Hirling Tamás Varga | 6:36,99 | Griechenland Dimitrios Mougios Vasileios Polymeros | 6:39,26 | Tschechien Jan Vetešník Ondřej Vetešník | 6:45,75 |
| Doppelvierer (M4x)                           | Russland Nikita Morgatschow Alexei Swirin Alexander Kornilow Nikael Bikuamfantse                                                                   | 5:56,06 | Italien Luca Ghezzi Federico Gattinoni Simone Venier Simone Raineri                                                                                                   | 5:58,38 | Belarus Walerij Rodewitsch Dsjanis Mihal Stanislau Schtscharbatschenja Andrej Pljaschkou                                                                                | 6:01,79 |
| Zweier ohne Steuermann (M2-)                 | Serbien Goran Jagar Nikola Stojić | 6:44,30 | Polen Piotr Hojka Jarosław Godek | 6:46,35 | Italien Giuseppe De Vita Andrea Palmisano | 6:46,66 |
| Vierer ohne Steuermann (M4-)                 | Tschechien Michal Horváth Jan Gruber Milan Bruncvík Karel Neffe                                                                                    | 6:10,38 | Deutschland Fokke Beckmann Richard Schmidt Sebastian Schmidt Kristof Wilke                                                                                            | 6:12,48 | Griechenland Georgios Tsiompanidis Giannis Tsilis Georgios Tziallas Pavlos Gavriilidis                                                                                  | 6:13,50 |
| Leichtgewichts-Vierer ohne Steuermann (LM4-) | Italien Jiri Vlcek Catello Amarante Salvatore Amitrano Bruno Mascarenhas                                                                           | 6:17,84 | Serbien Veljko Urošević Nenad Babović Goran Nedeljković Miloš Tomić                                                                                                   | 6:20,49 | Russland Ilya Ashchin Alexander Sawin Alexander Sjusin Sergei Bukrejew                                                                                                  | 6:23,01 |
| Achter (M8+)                                 | Tschechien Jakub Zof Jakub Friedberger Václav Chalupa Jakub Makovička Jan Schindler Milan Doleček Jakub Hanák Ondřej Synek Oldřich Hejdušek (Stm.) | 5:44,80 | Polen Michał Stawowski Bogdan Zalewski Sławomir Kruszkowski Sebastian Kosiorek Mikołaj Burda Wojciech Gutorski Piotr Buchalski Rafał Hejmej Daniel Trojanowski (Stm.) | 5:47,93 | Belarus Andrei Tatarchuk Dzianis Yakubau Aleh Maskaliou Andrej Dsemjanenka Jauhen Nossau Aliaksandr Dzernavy Wadsim Ljalin Alexander Kosubowski Piotr Piatrynich (Stm.) | 5:48,83 |

### Frauen
| Bootsklasse                        | Gold | Gold    | Silber | Silber  | Bronze | Bronze  |
| ---------------------------------- | --- | ------- | --- | ------- | --- | ------- |
| Einer (W1x)                        | Bulgarien Rumjana Nejkowa | 7:36,23 | Tschechien Miroslava Knapková | 7:39,46 | Schweden Frida Svensson | 7:49,29 |
| Doppelzweier (W2x)                 | Tschechien Gabriela Vařeková Jitka Antošová | 7:12,99 | Finnland Sanna Stén Minna Nieminen | 7:14,68 | Belarus Hanna Nachajewa Wolha Berasnjowa | 7:17,58 |
| Leichtgewichts-Doppelzweier (LW2x) | Griechenland Chrysi Biskitzi Alexandra Tsiavou | 7:21,03 | Polen Magdalena Kemnitz Ilona Mokronowska | 7:23,51 | Italien Erika Bello Laura Milani | 7:26,57 |
| Doppelvierer (W4x)                 | Ukraine Switlana Spirjuchowa Natalija Huba Olena Olefirenko Tetjana Kolesnikowa                                                                                   | 6:42,34 | Rumänien Ionelia Neacșu Enikő Mironcic Camelia Lupașcu Roxana Cogianu                                                                                          | 6:47,50 | Deutschland Sophie Paul Julia Richter Judith Aldinger Lena Möbus                                                                                       | 6:47,64 |
| Zweier ohne Steuerfrau (W2-)       | Deutschland Lenka Wech Maren Derlien | 7:18,00 | Russland Wera Potschitajewa Alevtina Podvyazkina | 7:30,90 | Rumänien Adelina Cojocariu Nicoleta Albu | 7:34,60 |
| Achter (W8+)                       | Rumänien Rodica Șerban Viorica Susanu Simona Mușat Ana Maria Apachitei Aurica Bărăscu Ioana Rotaru Georgeta Andrunache Doina Ignat Elena Georgescu-Nedelcu (Stf.) | 6:23,24 | Deutschland Josephine Wartenberg Marlene Sinnig Sonja Ziegler Katrin Reinert Kerstin Naumann Nadine Schmutzler Nina Wengert Silke Günther Annina Ruppel (Stf.) | 6:27,87 | Vereinigtes Königreich Jo Cook Lindsey Maguire Alice Freeman Rebecca Rowe Vicki Etiebet Lauren Fisher Anna McNuff Vicky Myers Rebecca Dowbiggin (Stf.) | 6:32,58 |

## Medaillenspiegel
| Platz | Land                   | Gold | Silber | Bronze | Gesamt |
| ----- | ---------------------- | ---- | ------ | ------ | ------ |
| 1     | Tschechien             | 3    | 1      | 1      | 5      |
| 2     | Griechenland           | 2    | 1      | 1      | 4      |
| 3     | Deutschland            | 1    | 2      | 2      | 5      |
| 4     | Italien                | 1    | 1      | 2      | 4      |
| 5     | Rumänien               | 1    | 1      | 1      | 3      |
| 5     | Russland               | 1    | 1      | 1      | 3      |
| 7     | Serbien                | 1    | 1      |        | 2      |
| 8     | Bulgarien              | 1    |        | 1      | 2      |
| 9     | Österreich             | 1    |        |        | 1      |
| 9     | Ungarn                 | 1    |        |        | 1      |
| 9     | Ukraine                | 1    |        |        | 1      |
| 12    | Polen                  |      | 3      |        | 3      |
| 13    | Kroatien               |      | 1      |        | 1      |
| 13    | Finnland               |      | 1      |        | 1      |
| 13    | Litauen                |      | 1      |        | 1      |
| 16    | Belarus                |      |        | 3      | 3      |
| 17    | Vereinigtes Königreich |      |        | 1      | 1      |
| 17    | Schweden               |      |        | 1      | 1      |
| Summe | Summe                  | 14   | 14     | 14     | 42     |